# Udon

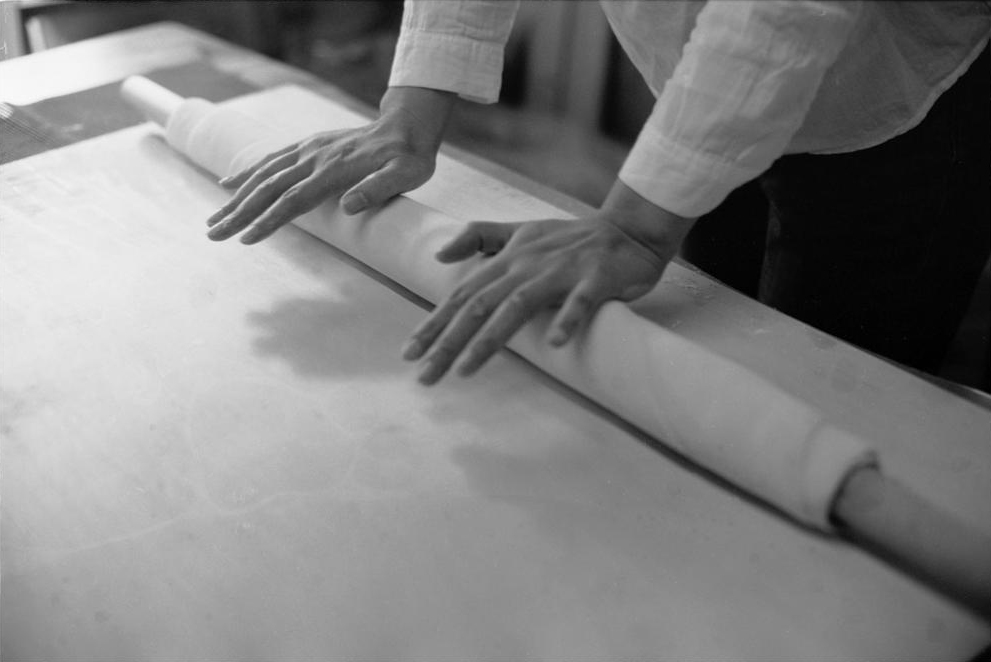
Udon tészta nyújtása

Az udon (うどん vagy 饂飩) búzalisztből készült vastag tészta, a japán konyha egyik alapköve. Ez a fajta tészta vastagabb az ugyancsak japán szoba tésztánál, fehér és rágós, ám vastagsága és keménysége régióról régióra változik Japánban. Az udont leggyakrabban levesekben használják, melyeknek van hideg és meleg verziója is. Fogyasztása evőpálcikával történik.

## Eredete
Több történet is ismert az udon eredetéről. Az egyik történet szerint, i. e. 1241-ben egy buddhista szerzetes, Enni, meghonosította Japánban a malomipart. Ennek köszönhetően a különböző gabonafajtákból készült lisztet felhasználták többek között tésztakészítésre, mint például az udon vagy a szoba. Ezek után a malomipar rohamosan terjedni kezdett Japánban. Az Edo-korban a vastag, búzalisztből készült tésztát egységesen elkezdték udonnak nevezni. 
Egy másik történet szerint, ami a Nara-korra tehető, egy japán nagykövet Kínába utazott, ahol 14 tésztakonfekcióval ismertették meg őt. Az egyik a szakubei (索餅) volt, mely a Sin Szendzsi Kjó (新撰字鏡) nevezetű szótárban, melyet a  Heian-korban publikáltak, muginavaként (牟義縄) volt feltüntetve. A muginavából megannyi japán tésztát eredeztetnek, ám mégis a Sin Szendzsi Kjóban a muginavát búzából és rizslisztből készítették.
Egy harmadik történet úgy tartja, hogy az udon eredeti neve konton volt, melyet búzalisztből készítettek, és édes tölteléket tettek bele.

## Elkészítés

### Hozzávalók
- búzaliszt
- só
- langyos víz

Gyakran alkalmaznak extra összetevőket, valamint különböző húslevekbe teszik a tésztát, hogy más ízhatást érjenek el vele.

### Elkészítése
A hozzávalókat egy tálban összegyúrják, amíg egy gombócot nem tudnak belőle formálni. Ezután a tésztagombócot egy nejlonzacskóba rakják, és benne hagyják egészen addig, amíg a tészta meg nem emelkedik. Miután a tészta megemelkedett, kiveszik a zacskóból, majd tökéletes kört vagy négyzetet formálnak belőle. Erre a japán szakácsoknak egy speciális eszköz áll a rendelkezésükre. Majd a tésztából vastag csíkokat vágnak. Végül pedig a tésztacsíkokat megfőzik. 
A fűszerezés már a leves fajtájától függ.

## Fogások

### Hideg tálalás
A hidegen tálalt udon ételek népszerűek a meleg, nyári hónapokban. A tésztát ekkor szójaszósszal ízesített dasiba (halerőleves) mártogatják. Gyakori feltétként szolgál például a frissen reszelt gyömbér, nori, zöldhagyma,  vaszabi, szezámmag stb.
- Zaru udon: Lehűtött udon tészta, melyhez feltétként aprított nori szolgál. Hűtött mártogatószósszal tálalják, mely általában dasi, mirin (rizsbor) és szoju (sötét szójaszósz) keveréke. Vaszabival vagy reszelt gyömbérrel fogyasztják.
- Bukkake udon: Hideg udon tészta sűrű dasi levesben tálalva.
- Hadaka udon: Hideg udon tészta, minden feltét nélkül, magában tálalva.
- Kidzsóju udon: Hideg levesben tálalják, mely pasztörizálatlan szójaszószból és szudacsi (japán citrusféle) léből és néha reszelt  daikonból (jégcsapretek) áll.

### Meleg tálalás
- Jaki udon: Az udont hirtelen sütik, szója alapú szószban.
- Kake udon: Forró udon, húslevesben tálalva. Feltétként vékonyra szelt zöldhagyma, és/vagy egy szelet kamaboko (félhold alakú halpogácsa) szolgál.
- Kicune udon: Az udonhoz feltétként aburaage (szójababból készült japán étel) szolgál.
- Tempura udon: Az udonhoz feltétként tempura (főként garnélarák) szolgál.

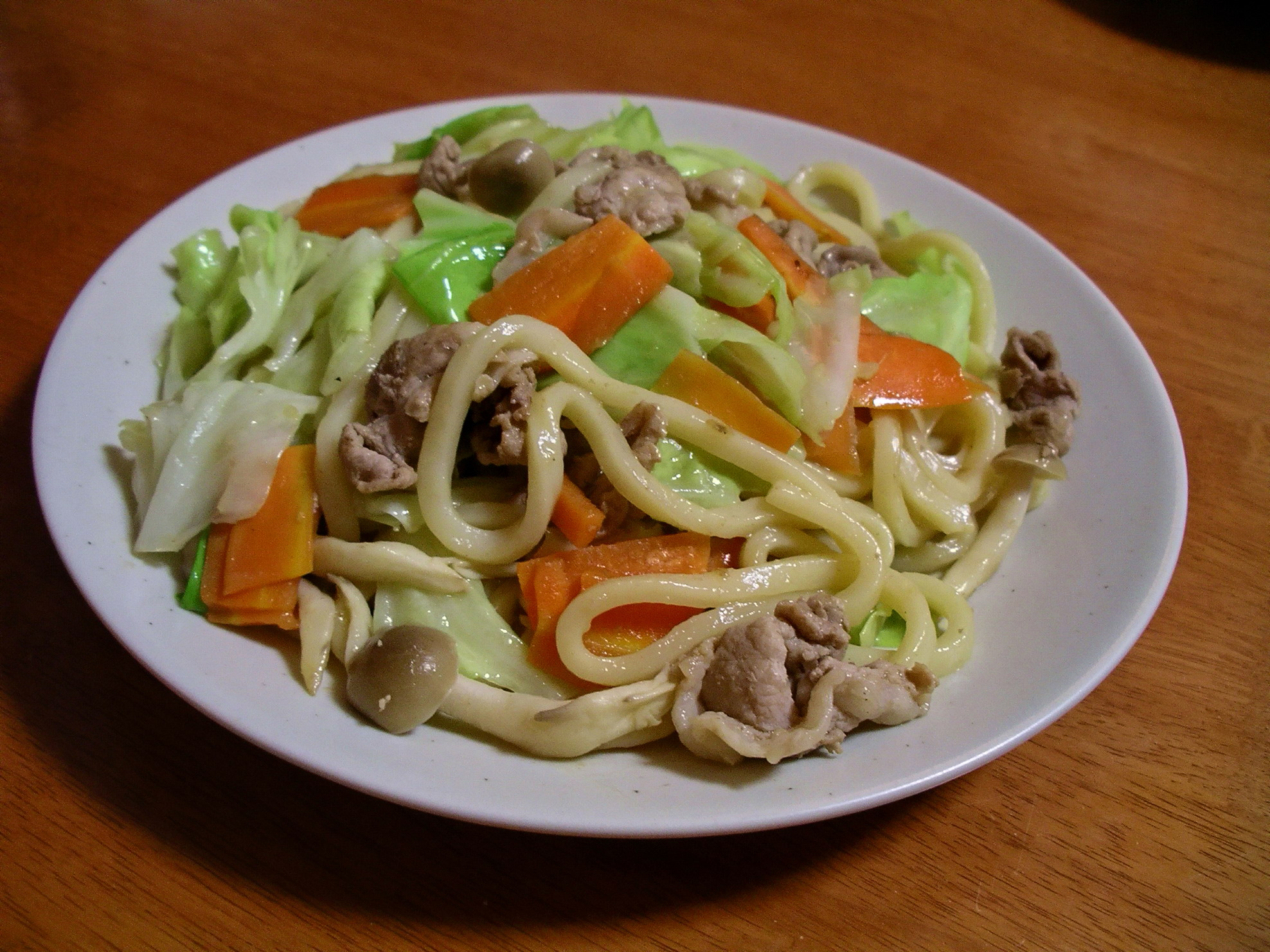
Jaki udon
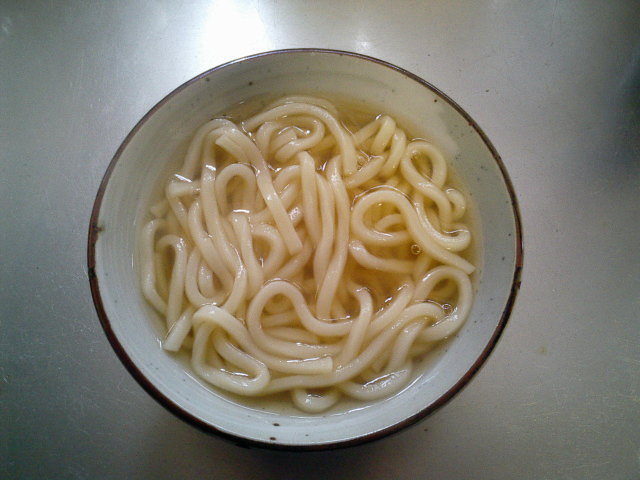
Kake udon
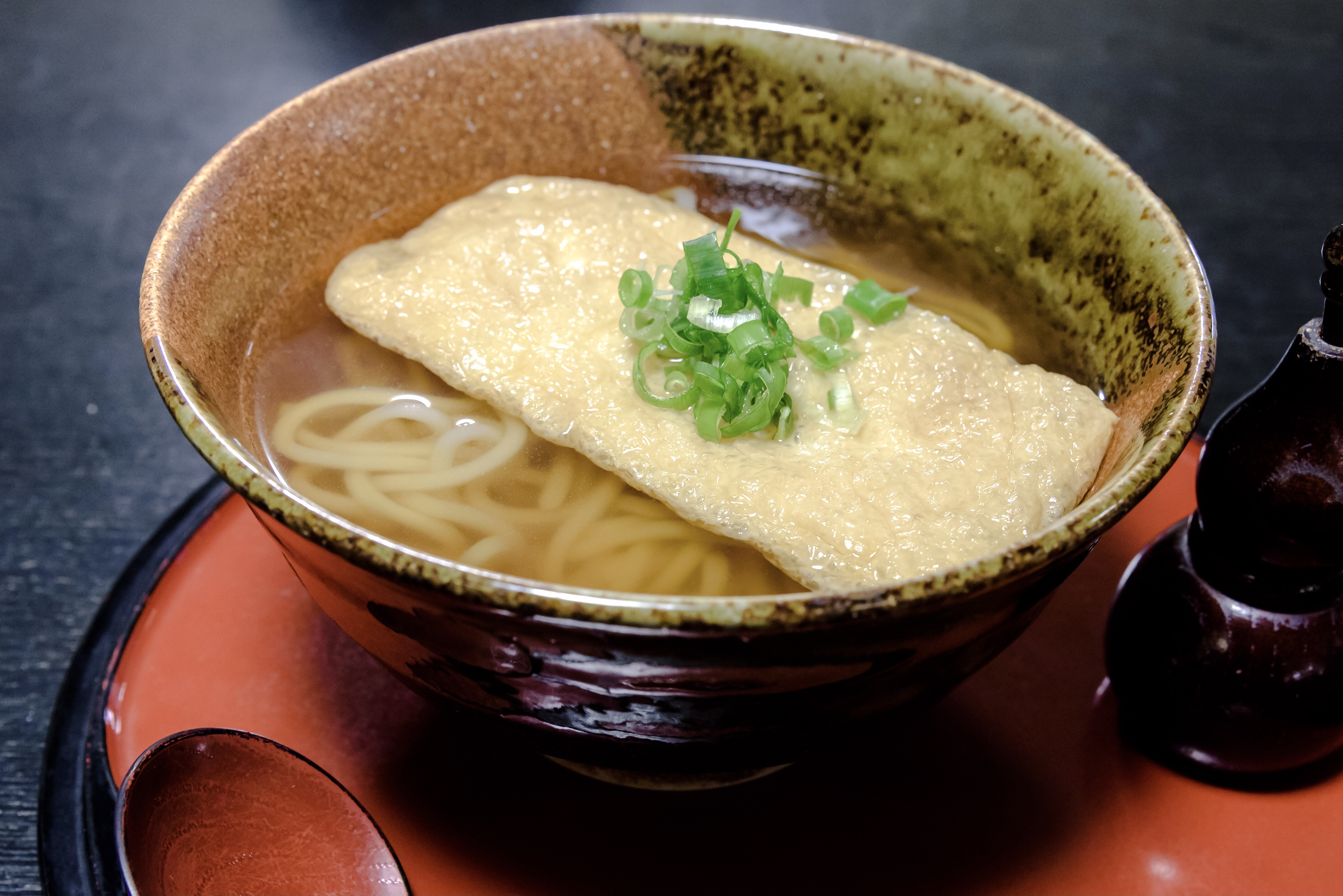
Kicune udon
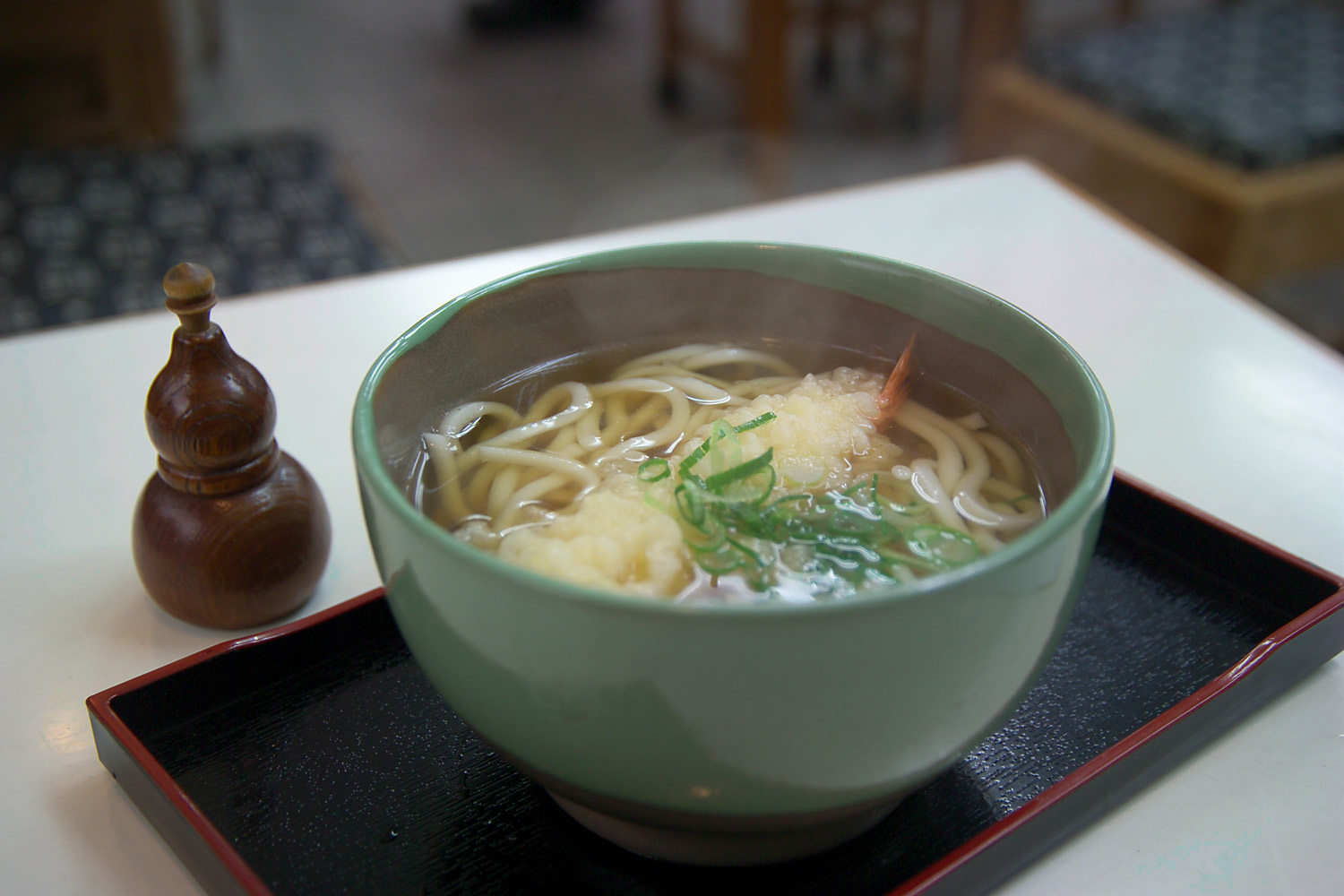
Tempura udon

## Regionális változatok
Az udon formája, vastagsága eltérő lehet Japán különböző régióiban. 
- Inaniva udon (稲庭うどん): keskeny tészta Akita prefektúrából.
- Mimi udon (耳うどん, szó szerint "fül udon"): a fülhöz hasonló udon tészta az egykori Kuzu városából származik.
- Himokava (ひもかわ): nagyon lapos és vékony tészta, Kirijú városából, a Gunma prefektúrából származik.
- Hótó(ritkábban 餺飥, általában ほうとう): lapos és vékony tészta, általában zöldségekkel együtt főzik meg, főként japán kabocsával(japán tök).Jamanasi prefektúrából származik.
- Kisimen (棊子麺, vagy gyakrabban きし麺): lapos tészta  Nagojából.
- Isze udon (伊勢うどん): puha tészta, általában édes szójaszósszal eszik. A tészta Iszéből,  Mie prefektúrából származik.
- A Kanszai régióban a puha és közepesen vastag fajta a népszerű.
- Szanuki udon (讃岐うどん): vastag és meglehetősen merev fajta, a  Kagava prefektúrából származik.
- Hakata udon (博多うどん): vastag és puha,  Fukoka városából, Fukoka prefektúrából.
- Dango-dzsiru (団子汁): vastag és lapos tészta, névlegesen egy "gombóc leves", Óita prefektúrából.

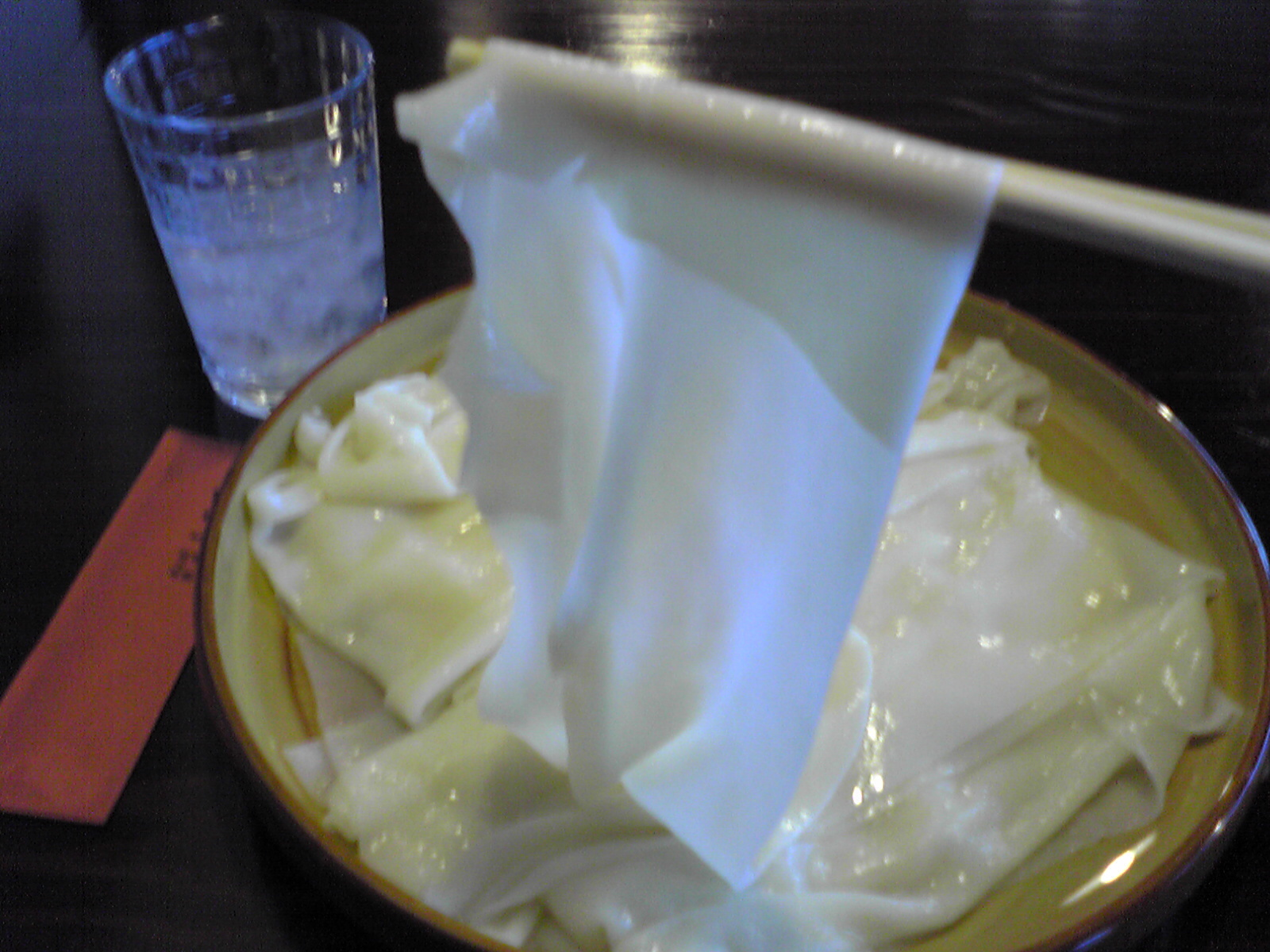
Himokava
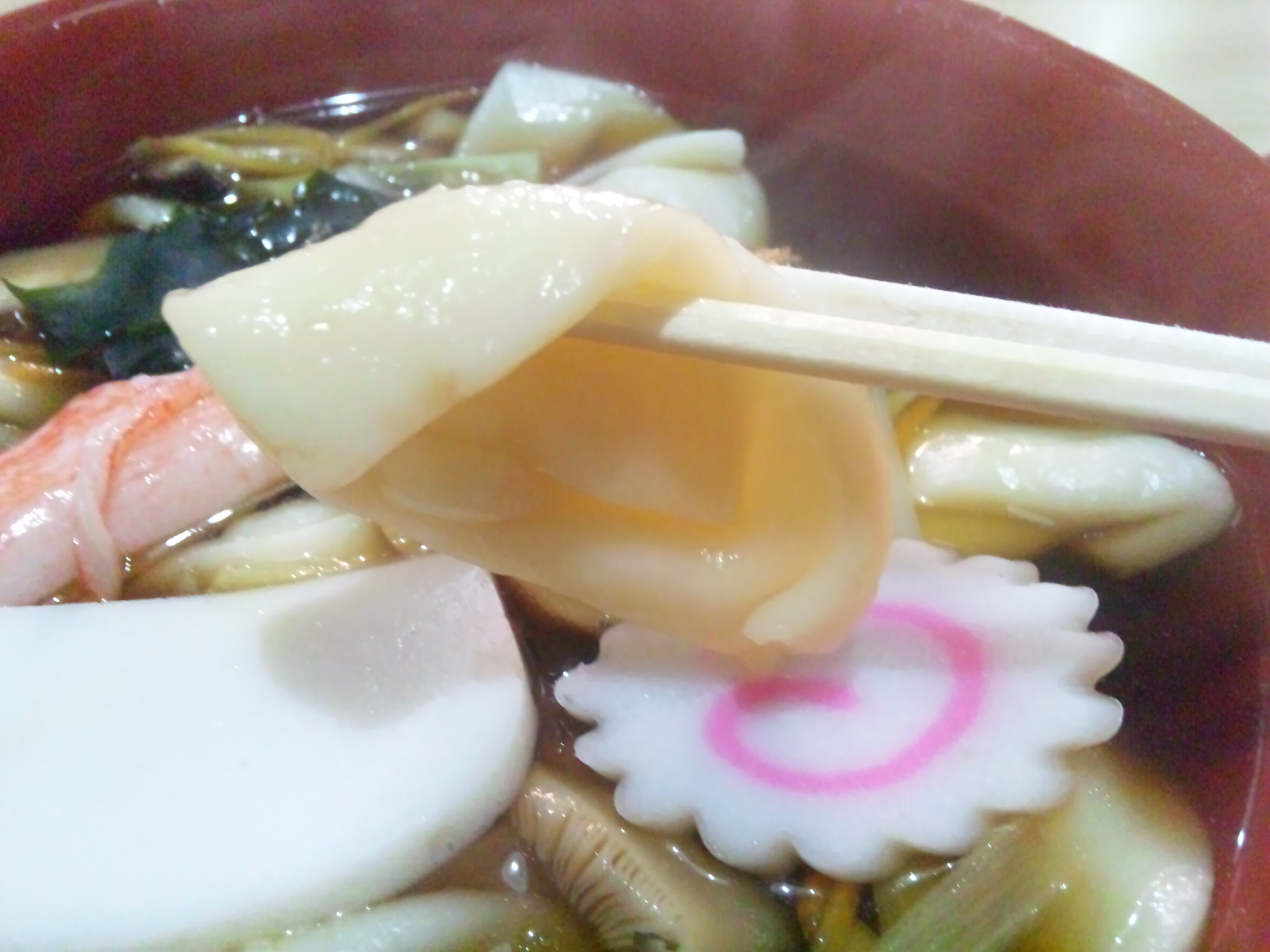
Mimi udon
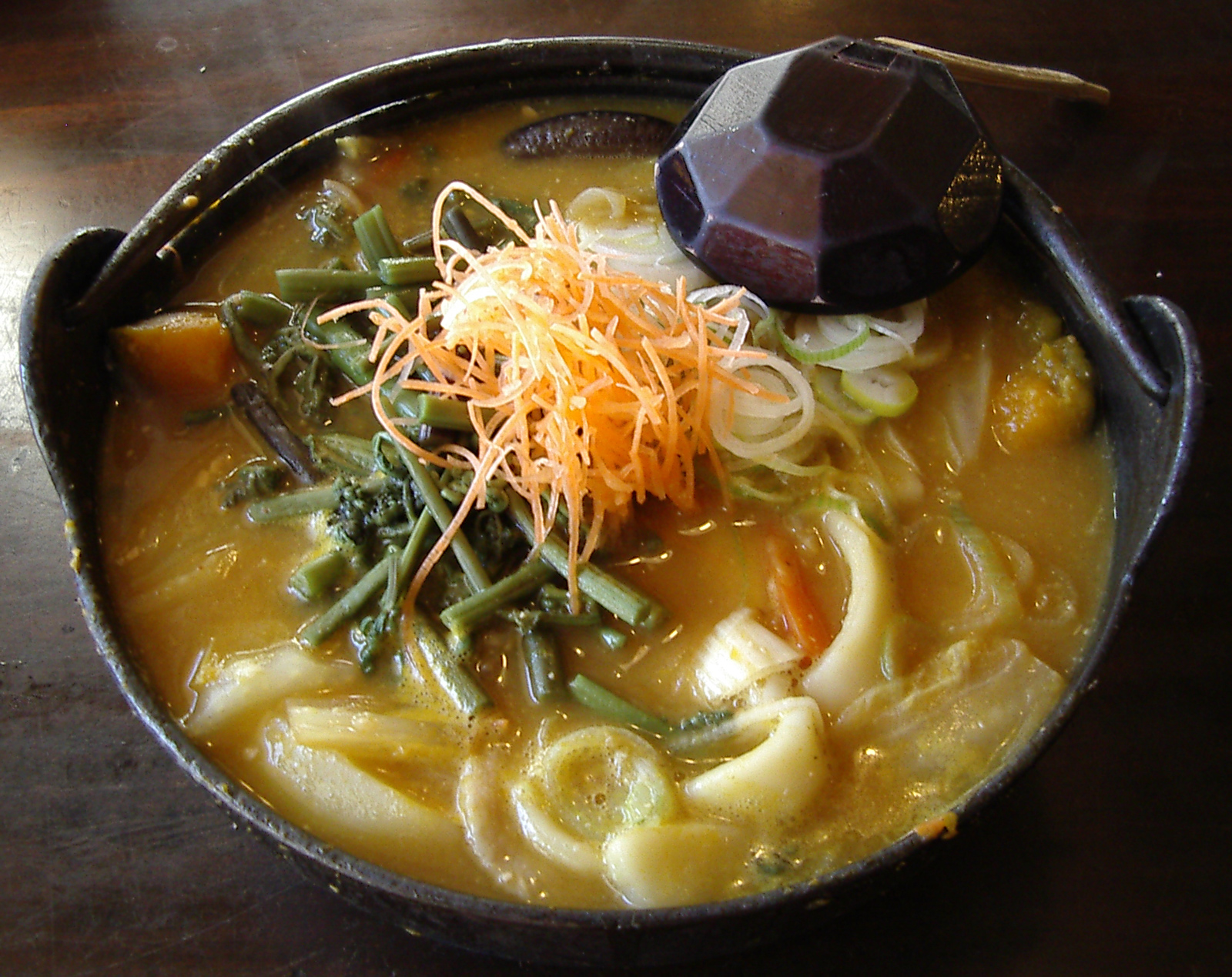
Hótó
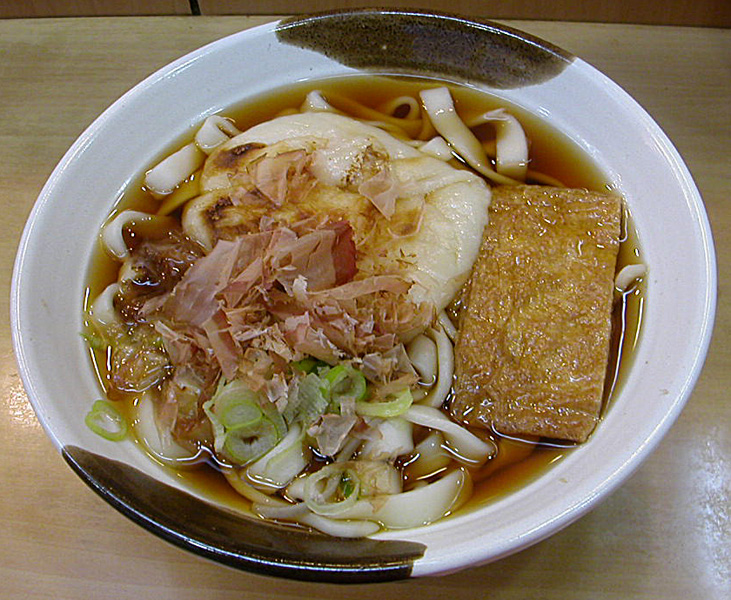
Kisimen
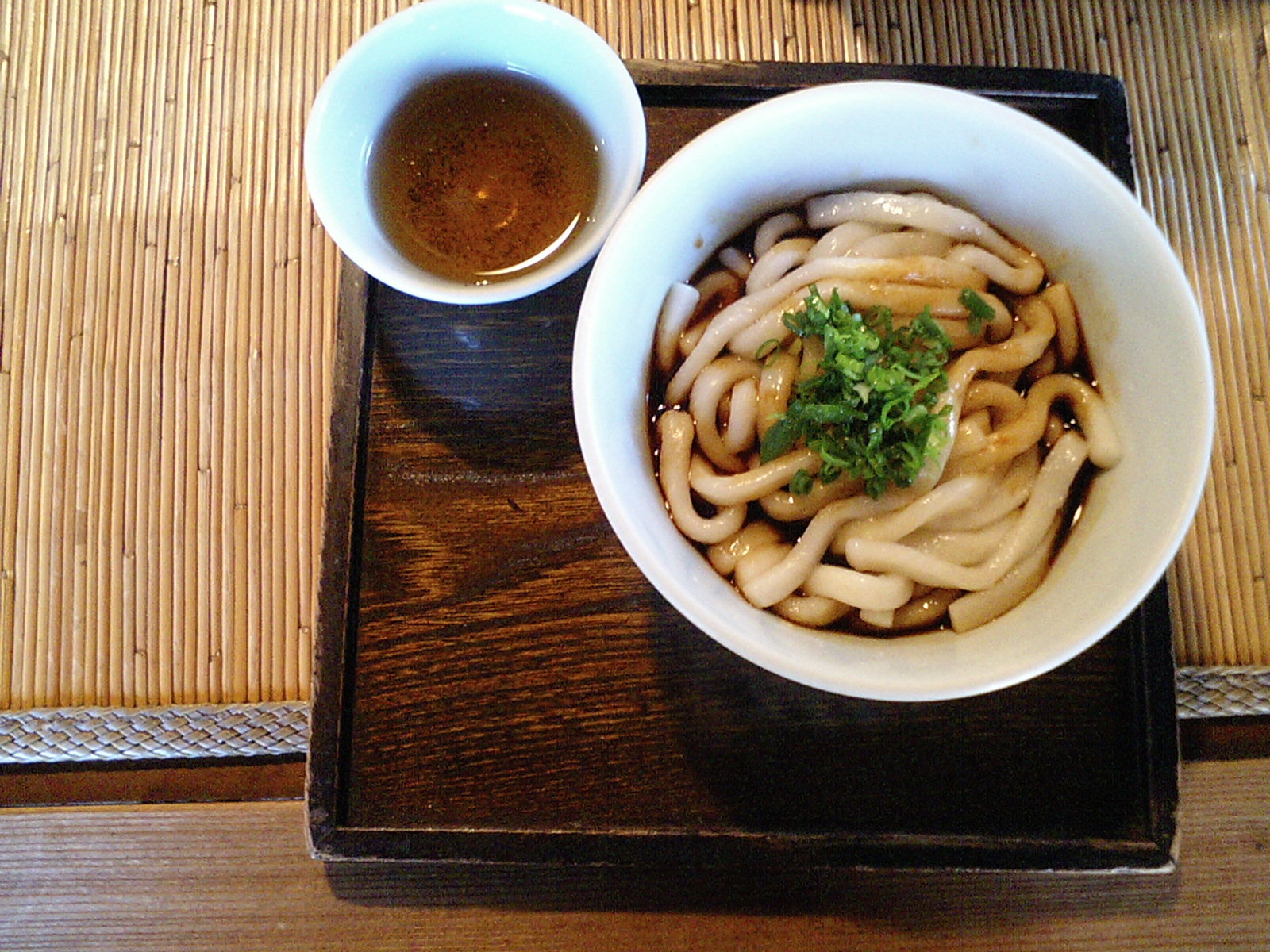
Isze udon

## Fordítás
Ez a szócikk részben vagy egészben  az   udon című angol Wikipédia-szócikk ezen változatának fordításán alapul.  Az eredeti cikk szerkesztőit annak laptörténete sorolja fel. Ez a jelzés csupán a megfogalmazás eredetét és a szerzői jogokat jelzi, nem szolgál a cikkben szereplő információk forrásmegjelöléseként.